# جيفري إيرنهارد
جيفري إيرنهارد (بالإنجليزية: Jeffrey Earnhardt)‏ هو سائق سباق أمريكي، ولد في 22 يونيو 1989 في موريسفيل في الولايات المتحدة.

## وصلات خارجية
- الموقع الرسمي
- جيفري إيرنهارد على موقع Racing-Reference.info (الإنجليزية)